# Ренвик, Робин
Робин Ренвик (Ренуик), барон Ренвик Клифтонский (англ. Robin William Renwick, Baron Renwick of Clifton; 13 декабря 1937 — 4 ноября 2024) — британский дипломат и политик. С 1997 года — член Палаты лордов, он был лейбористом, но в 2007 году переметнулся в кросс-бенчеры.

## Биография
Учился в лондонской школе Святого Павла и окончил кембриджский колледж Иисуса (магистр истории, 1962). Также учился в Сорбонне.
В 1956—1958 годах служил в армии.
На дипломатической службе с 1963 года.
В 1987—1991 годах — посол Великобритании в ЮАР.
В 1991—1995 годах — посол Великобритании в США.
С 2000 года — заместитель по инвестиционному банкингу председателя Совета директоров «JP Morgan».
C февраля 2005 года — вице-председатель J.P. Morgan Cazenove.
В 2005 году вошёл в Совет директоров компании «Kazakhmys» (на 2005 год крупнейший в Казахстане производитель меди и десятый в мире) в качестве независимого директора, возглавил комитет по вознаграждениям.
Являлся также независимым директором ряда компаний, включая: Compagnie Financiere Richmont AG (с 1995 года), British Airways (1996—2005), Fluor (с 1997 года), BHP Billiton (1997—2005), SAB Miller PLC (с 1999 года), Harmony Gold Mining (1999—2004), South African Breweries.
Рыцарь-командор ордена Святого Михаила и Святого Георгия.
C 1965 года женат на Annie Colette Gidicelli, имеет с ней дочь и сына.
Умер 4 ноября 2024 года в возрасте 86 лет.